# テッサリト圏
テッサリト圏（テッサリトけん、フランス語：Cercle de Tessalit）は、マリ共和国の地方行政区画でキダル州を構成する圏のひとつ。行政の中心地はテッサリトにおかれる。下級単位のコミューンは3つあり、2009年の統計で人口は16,289人を数える。

## コミューン
テッサリト圏には以下の農村コミューンがある。
- アゲルホク（fr:Aguel'hoc）
- テッサリト（fr:Tessalit）
- ティンタゲヌ（fr:Timtaghene）

## 政治
正義と団結のアフリカ・マリ政党民主主義同盟（fr:Alliance pour la démocratie au Mali-Parti africain pour la solidarité et la justice）に所属するアソリー・アイシャ・ベルコ・マイガ（Assory Aicha Belco Maïga）が圏首長に選出される。